# Anthomyia brasiliensis
Anthomyia brasiliensis är en tvåvingeart som först beskrevs av Albququerque 1949.  Anthomyia brasiliensis ingår i släktet Anthomyia och familjen blomsterflugor. Inga underarter finns listade i Catalogue of Life.